# Défense civile palestinienne
La défense civile palestinienne, en arabe : الدفاع المدني الفلسطيني, est l'une des principales branches des Services de sécurité palestiniens (en) sous la responsabilité directe du ministre de l'intérieur (en). L'organisation est responsable des services d'urgence et de sauvetage dans les zones sous le contrôle de l'Autorité palestinienne. 

## Création
Les accords d'Oslo prévoyaient une branche de services d'urgence et de sauvetage (Al Difa'a Al Madani) faisant partie d'une force de sécurité unique appelée Police palestinienne.
Le 28 mai 1998, le président de l'époque, Yasser Arafat, promulgue la « loi sur la défense civile n° 3 de 1998 », qui met en application un projet de loi du Conseil législatif palestinien. L'organisation est placée sous l'autorité du ministre de l'intérieur, sous la direction du directeur général de la défense civile. Un Conseil supérieur de la défense civile, dirigé par le ministre de l'Intérieur, est également créé pour formuler et mettre en œuvre la politique générale de la défense civile.